# Reino de Kinda

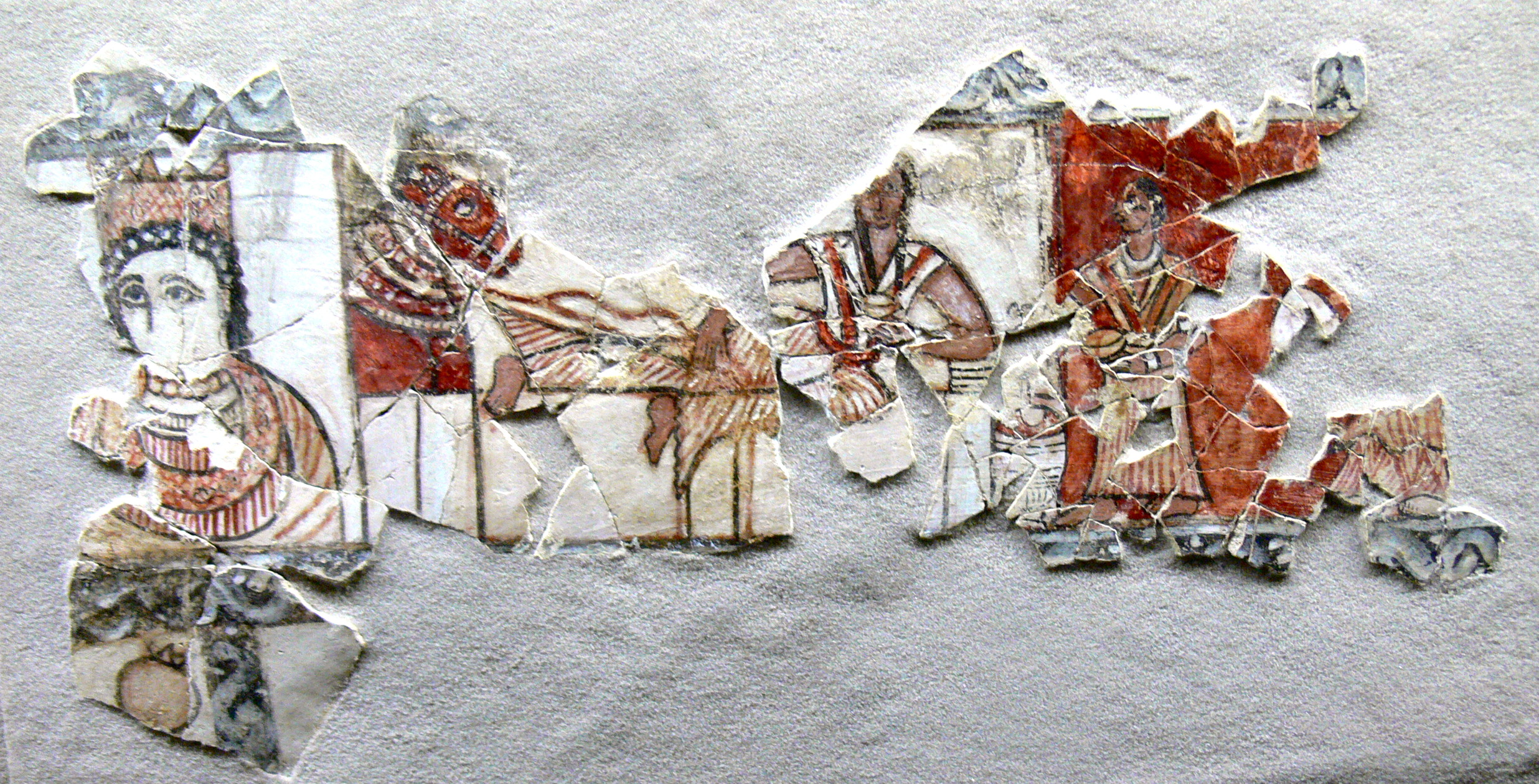
Fragmento de una pintura mural que muestra un rey kindita, CE, de Qaryat al-Faw, distrito residencial (Departamento de Arqueología, Universidad Rey Saúd, Riad).

Kinda (en árabe: كِنْدَة) fue un reino tribal del Néyed, en el centro de Arabia, establecido por la tribu homónima que emigró de su tierra natal en Yemen. La existencia de la tribu se remonta al siglo II a. C. Los kinditas establecieron un reino en Arabia central que era diferente a los de Yemen, que estaban más centralizados; Sus reyes ejercieron una influencia sobre una serie de tribus asociadas, más por su prestigio personal que por la autoridad coercitiva establecida. Su primera capital fue Qaryat Dhāt Kāhil, hoy conocida como Qaryat al-Fāw.
Los kinditas eran politeístas hasta el siglo VI d. C., con evidencia de rituales dedicados a las deidades que Athtar y Kāhil encontraron en su antigua capital en el centro-sur de Arabia (actual Arabia Saudita). Hay una fuerte evidencia arqueológica de que estaban entre las tribus de las fuerzas de Dhu Nuwas durante el intento del rey judío de reprimir el cristianismo en Yemen. Se convirtieron al islam a mediados del siglo VII a. C. y jugaron un papel crucial durante las conquistas musulmanas de su región, aunque algunas sub-tribus fueron declaradas apóstatas durante las guerras de los falsos profetas después de la muerte de Mahoma. La mayoría de las tribus adoptaron el wahabismo después del surgimiento de la Casa de Saúd.

## Origen

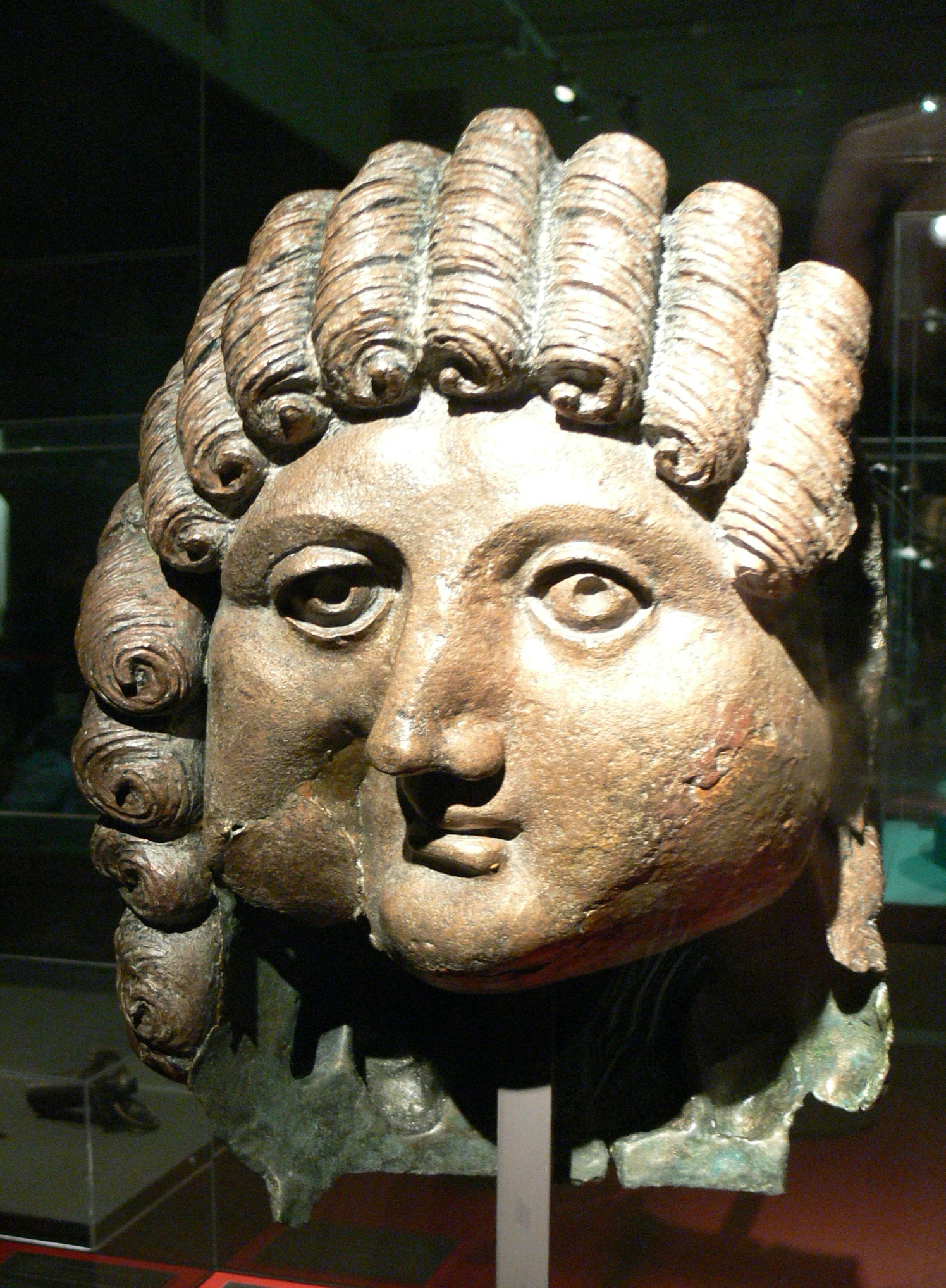
Cabeza en bronce de un hombre, de Qaryat al-Faw (a.c)

Las antiguas inscripciones del sur de Arabia mencionan una tribu llamada kdt, que tenía un rey llamado rbˁt (Rabi’ah) de ḏw ṯwr-m (la gente de Thawr), que había jurado lealtad al rey de Saba 'y Dhū Raydān. Desde que los genealogistas árabes posteriores rastrean a Kinda hasta una persona llamada Thawr ibn ‘Uqayr, los historiadores modernos han concluido que esta rbˁt ḏw ṯwrm (Rabī’ah del pueblo de Thawr) debe haber sido un rey de Kindah (kdt); Las inscripciones de Musnad mencionan que fue rey tanto de kdt (Kinda) como de qhtn (Qaḥṭān). Jugaron un papel importante en la guerra Sabea-Hadramita.
El primer autor clásico en mencionar a Kinda fue el embajador bizantino Nonnosos, quien fue enviado por el emperador Justiniano a la zona. Se refiere a la gente en griego como Khindēnoi (griego Χινδηνοι, árabe Kinda), y menciona que ellos y la tribu de Maadēnoi (griego: Μααδηνοι, árabe: Ma'ād) fueron las dos tribus más importantes de la zona en términos de territorio y número. Él llama al rey de Kindah Kaïsos (griego: Καισος, árabe: Qays), el sobrino de Aretha (griego: Άρεθα, árabe: Ḥārith).

## Migración de Yemen
Después del colapso de la presa de Ma'rib y la anexión final de Saba'a por los Ḥimyaritas, los kinditas se dirigieron hacia la antigua Baréin, pero fueron expulsados por la tribu 'Abd al-Qays. Los kinditas regresaron a Yemen, dejando una rama de Kindah en el moderno Jabal Shammar en el Néyed, el Levante e Irak.

## Regreso a Yemen
Cuando algunos de los kinditas regresaron a Yemen en el siglo IV d. C., los himyaritas estaban en el apogeo de su poder, habiendo anexado Hadramaut, el último reino rival del sur de Arabia. Los kinditas tuvieron disputas históricas con las tribus hadramitas del sur de Wadi, por lo que se asentaron en el norte de Hadramout y los himyaritas les dieron autoridad sobre Hadramaut. A partir de este momento, algunos historiadores árabes consideran que Kinda ha sido parte de la federación tribal Himyar.

### Reyes kinditas en Hadramout 325AD – 425AD
- Muwiyah Ibn Mutri
- Murti ibn Muawiyah
- Muawiyah ibn Thaur
- Amr ibn Muawiyah
- Muawiyah ibn Rabiah
- Hijr Ibn Muwaiyah

### Expansión hacia el norte de Arabia
En el siglo V d. C., las tribus de Arabia del Norte se convirtieron en una gran amenaza para la línea comercial entre Yemen y Siria. Los yimyaritas decidieron establecer un estado vasallo que controlaba el centro y el norte de Arabia. Los kinditas ganaron fuerza y números para desempeñar ese papel, y en 425 CE el rey yimyarita Ḥasan ibn 'Amr ibn Tubba' convirtió a Ḥujr 'Akīl al-Murār ibn' Amr en el primer rey (Ḥujr) de Kindah.

### Guerras con los lájmidas
En ese período, los gasánidas, lájmidas y kinditas eran todos reinos vasallos de Kahlānī y Qaḥṭānī designados por los bizantinos, persas y yimyarites para proteger sus fronteras e intereses imperiales de las incursiones de la creciente amenaza de las tribus 'Adnānī. En los siglos V y VI d. C., los kinditas hicieron el primer esfuerzo real concertado para unir a todas las tribus de Arabia Central a través de alianzas, y se centraron en las guerras con los lájmidas. Al-Ḥārith ibn 'Amr, el más famoso de sus reyes, finalmente logró capturar la capital lájmida de Al-Hira en el sur del actual Irak. Más tarde, sin embargo, alrededor de 529, al-Mundhir recapturó la ciudad y mató al rey Ḥārith y a unos cincuenta miembros de la familia real.

### La caída de Ḥimyar
En el año 525 los aksumitas invadieron Ḥimyar, lo cual tuvo un efecto negativo con los kinditas ya que perdieron el apoyo de los himyaritas. En tres años, el reino kindita se había dividido en cuatro grupos: Asad, Taghlib, Qays y Kinānah, cada uno dirigido por un príncipe de Kindah. Estos pequeños "principados" fueron derrocados en los años 530 y 540 en una serie de levantamientos de las tribus 'Adnānī de Najd y Ḥijāz.

## Imru 'Al-Qais
Entre los kinditas más famosos se encuentra Imru 'al-Qays, que no solo era hijo de uno de los últimos reyes kinditas (e intentó sin éxito resucitar el reino de su padre), sino también el poeta árabe preislámico más destacado. Fue durante la época de Al-Qais, en 540 CE, que los Lakhmids destruyeron todos los asentamientos kinditas en Najd, obligando a la mayoría de ellos a mudarse al Yemen. Los kinditas y la mayoría de las tribus árabes cambiaron sus alianzas a los lájmidas.

## Conversión judía
Los kinditas se convirtieron al judaísmo después de la conversión de los reyes himyaritas a fines del siglo V d. C., especialmente el Banu al-Harith de Najran. Sin embargo, el judaísmo kindita se debilitó por el surgimiento de los cristianos aksumitas en Yemen alrededor de 525 CE.

## Descendientes de los Kinditas
Hoy, la mayoría de las personas de ascendencia kindita viven en Yemen, Omán, Arabia Saudita, Jordania, Irak y los Emiratos Árabes Unidos.